# Sadurki (Lublin)
Pour les articles homonymes, voir Sadurki.
Sadurki (prononciation [saˈdurki]) est un village de la gmina de Nałęczów du powiat de Puławy dans la voïvodie de Lublin, situé dans l'est de la Pologne.
Il se situe à environ 5 kilomètres à l'est de Kazimierz Dolny (siège de la gmina), 27 kilomètres au sud-est de Puławy (siège du powiat) et 21 kilomètres à l'ouest de Lublin (capitale de la voïvodie).
Le village comptait une population de 879 habitants en 2011.

## Histoire
De 1975 à 1998, le village est attaché administrativement à l'ancienne Voïvodie de Lublin.

Depuis 1999, il fait partie de la nouvelle voïvodie de Lublin.